# Dangsin-i jamdeun saie
Dangsin-i jamdeun saie (kor. 당신이 잠든 사이에; znany także jako While You Were Sleeping) – południowokoreański serial telewizyjny. Główne role odgrywają w nim Lee Jong-suk, Bae Suzy, Lee Sang-yeob, Jung Hae-in oraz Ko Sung-hee. Serial emitowany był na kanale SBS od 27 października do 16 listopada 2017 roku w środy i czwartki o 22:00.

## Fabuła
Hong-joo (Bae Suzy) mieszka z matką i pomaga jej prowadzić restaurację, mimo iż z wykształcenia jest dziennikarką; ma dar prekognicji – w snach prześladują ją wizje przyszłych wydarzeń, którym ona sama, mimo prób, nie jest w stanie zapobiec.
Jae-chan (Lee Jong-suk) jest młodym prokuratorem, który razem z młodszym bratem przenosi się do nowego domu i zostaje sąsiadem Hong-joo. Pewnej nocy on również zaczyna mieć prorocze sny, których główną bohaterką jest Hong-joo. Gdy dzięki wyśnieniu przeszłości udaje się mu zapobiec wypadkowi i śmierci trzech osób, Jae-chan i Hong-joo zaczynają ze sobą współpracować, starając się zapobiec tragicznym wydarzeniom.

## Obsada

### Główna
- Lee Jong-suk jako Jung Jae-chan, prokurator
  - Nam Da-reum jako Jung Jae-chan (dziecko)
- Bae Suzy jako Nam Hong-joo, dziennikarka, która od dziecka ma prorocze sny
  - Shin Yi-joon jako Nam Hong-joo (dziecko)
- Lee Sang-yeob jako Lee Yoo-bum, adwokat, któremu brakuje kompasu moralnego
  - Yeo Hoe-hyun jako Lee Yoo-bum (dziecko)
- Jung Hae-in jako Han Woo-tak, policant
- Ko Sung-hee jako Shin Hee-min, prokuratorka

### Postacie drugoplanowe
- Kim Won-hae jako Choi Dam-dong, prokurator pracujący w tym samym biurze co Jae-chan
  - Lee Jae-kyun jako młodszy Choi Dam-dong
- Min Sung-wook jako Lee Ji-kwang, prokuratorka
- Bae Hae-sun jako Son Woo-joo, prokuratorka
- Lee Ki-young jako Park Dae-young, prokurator, katolik, szef m.in. Ji-kwang, Hee-min, Woo-joo i Jae-chana
- Park Jin-joo jako Moon Hyang-mi, sekretarka w biurze Jae-chana
- Son San jako Min Jung-ha, sekretarka Dae-younga
- Lee Bong-ryeon jako Ko Pil-suk
- Shin Jae-ha jako Jung Seung-won, brat Jae-chana
- Hwang Young-hee jako Yoon Moon-sun, matka Nam Hong-joo
- Lee Yoo-joon jako Oh Kyung-han, partner Woo-taka z policji
- Oh Eui-sik jako Bong Du-hyun
- Huh Jun-suk jako Dong-kyun
- Pyo Ye-jin jako Cha Yeo-jung